# Verordnung (EU) 2022/1288 (RTS zur Offenlegungsverordnung)
Die Delegierte Verordnung (EU) 2022/1288 RTS zur Offenlegungsverordnung, Langname „Delegierte Verordnung (EU) 2022/1288 der Kommission vom 6. April 2022 zur Ergänzung der Verordnung (EU) 2019/2088 des Europäischen Parlaments und des Rates im Hinblick auf technische Regulierungsstandards zur Festlegung der Einzelheiten des Inhalts und der Darstellung von Informationen in Zusammenhang mit dem Grundsatz der Vermeidung erheblicher Beeinträchtigungen, des Inhalts, der Methoden und der Darstellung von Informationen in Zusammenhang mit Nachhaltigkeitsindikatoren und nachteiligen Nachhaltigkeitsauswirkungen sowie des Inhalts und der Darstellung von Informationen in Zusammenhang mit der Bewerbung ökologischer oder sozialer Merkmale und nachhaltiger Investitionsziele in vorvertraglichen Dokumenten, auf Internetseiten und in regelmäßigen Berichten“ definiert die Details zur Offenlegung gemäß der Offenlegungsverordnung.
Die Verordnung regelt die Details der Offenlegungspflichten von Finanzdienstleistern bzgl. der Berücksichtigung von Nachhaltigkeitsthemen in ihren Strategien, Prozessen und Produkten. Neben Veröffentlichungen auf der Internetseite des Finanzdienstleisters behandelt die Verordnung auch die Veröffentlichungen in vorvertraglichen Informationen (z. B. Verkaufsprospekten) und regelmäßigen Berichten (z. B. Jahresberichten).
Es handelt sich um einen Technischen Regulierungsstandard.
I.d.R. werden die englische Bezeichnung Regulatory Technical Standard bzw. dessen Abkürzung RTS verwendet, so dass innerhalb der deutschen Finanzbranche die Begriffe „RTS zur Offenlegungsverordnung“ bzw. „RTS zur SFDR“ üblich sind. SFDR steht hierbei für Sustainable Finance Disclosure Regulation – die englische Bezeichnung der Offenlegungsverordnung.

## Entwicklung
Durch die Offenlegungsverordnung wurden die europäischen Finanz-Aufsichtsbehörden – genannt ESAs (EBA, ESMA und EIOPA) – damit beauftragt, fünf RTS bis 30. Dezember 2020 und einen weiteren RTS bis 30. Dezember 2021 zu entwickeln. Außerdem können die ESAs einen ITS zum Thema Marketingmitteilungen entwickeln.
Durch Erweiterungen der Offenlegungsverordnung wurde diese Aufträge ausgeweitet, so dass schließlich aufgrund der folgenden Artikel folgende Vorschläge zu entwickeln waren:
- Artikel 2a Absatz 3 
Einzelheiten zu Inhalt und Darstellung der Informationen in Zusammenhang mit dem Grundsatz der Vermeidung erheblicher Beeinträchtigungen gemäß Artikel 2 Nummer 17 der vorliegenden Verordnung näher festzulegen
- Artikel 4 Absatz 6 
Inhalt, Methoden und Darstellung der in den Absätzen 1 bis 5 des vorliegenden Artikels genannten Informationen über Nachhaltigkeitsindikatoren für nachteilige Auswirkungen auf das Klima und andere umweltbezogene nachteilige Aspekte
- Artikel 4 Absatz 7 
Inhalt, Methoden und Darstellung der den Absätzen 1 bis 5 des vorliegenden Artikels genannten Informationen über Nachhaltigkeitsindikatoren für nachteilige Auswirkungen in den Bereichen Soziales und Beschäftigung, Achtung der Menschenrechte und Bekämpfung von Korruption und Bestechung
- Artikel 8 Absatz 3 
Einzelheiten zu Inhalt und Darstellung der nach den Absätzen 1 und 2 des vorliegenden Artikels offenzulegenden Informationen
- Artikel 8 Absatz 4 
Einzelheiten zu Inhalt und Darstellung der in Absatz 2a des vorliegenden Artikels genannten Informationen
- Artikel 9 Absatz 5 
Einzelheiten zu Inhalt und Darstellung der nach den Absätzen 1 bis 4 des vorliegenden Artikels offenzulegenden Informationen
- Artikel 9 Absatz 6 
Einzelheiten zu Inhalt und Darstellung der Informationen nach Absatz 4a des vorliegenden Artikels
- Artikel 10 Absatz 2 
Einzelheiten zum Inhalt der nach Absatz 1 Unterabsatz 1 Buchstaben a und b offenzulegenden Informationen und zu den Anforderungen an die Darstellung nach Absatz 1 Unterabsatz 2
- Artikel 11 Absatz 4 
Einzelheiten zu Inhalt und Darstellung der Informationen nach Absatz 1 Buchstaben a und b
- Artikel 11 Absatz 5 
Einzelheiten zu Inhalt und Darstellung der Informationen nach Absatz 1 Buchstaben c und d
- Artikel 13 Absatz 2: Erlaubnis einen Technischen Durchführungsstandard zu erstellen:
einheitliche Darstellung der Informationen über die Bewerbung ökologischer oder sozialer Merkmale und nachhaltiger Investitionen

Die ESAs haben ihren Entwurf in Form eines Dokuments für die sechs oben genannten RTS am 23. April 2020 veröffentlicht. Die Konsultationsphase dauert bis 1. September 2020. Nach kontroverser Diskussion und zahlreichen Veränderungen wurde der Rechtsakt schließlich am 25. Juli 2022 veröffentlicht.

## Aufbau und Inhalt der Verordnung
Die delegierte Verordnung besteht aus dem Text des Rechtsakts und 5 Anhängen:
- Text des Rechtsakts[2]: 68 Artikel (37 Seiten)
- RTS Anhang 1[3]: PAI-Statement auf Unternehmensebene (14 Seiten)
Durch diesen Anhang wurden u. a. die 64 PAIs (Principal Adverse Impact) eingeführt.
- RTS Anhang 2[4]: Nachhaltigkeitsanhang zu den vorvertraglichen Informationen eines Artikel-8-Produkts (5 Seiten)
- RTS Anhang 3[5]: Nachhaltigkeitsanhang zu den vorvertraglichen Informationen eines Artikel-9-Produkts (5 Seiten)
- RTS Anhang 4[6]: Nachhaltigkeitsanhang zu den regelmäßigen Berichten eines Artikel-8-Produkts (6 Seiten)
- RTS Anhang 5[7]: Nachhaltigkeitsanhang zu den regelmäßigen Berichten eines Artikel-9-Produkts (5 Seiten)

## Umsetzung
Die Verordnung war zu folgenden Terminen umzusetzen:
- Veröffentlichungen auf der Internetseite: ab 1. Januar 2023
  - gemäß Offenlegungsverordnung Artikel 10
  - bzw. gemäß RTS Artikel 23 ff.
- Nachhaltigkeitsanhang zu den vorvertraglichen Informationen: ab 1. Januar 2023
  - z. B. Nachhaltigkeitsanhang zum Verkaufsprospekts eines Fonds
  - gemäß RTS Anhang 2 (Artikel-8-Produkt) bzw. RTS Anhang 3 (Artikel-9-Produkt)
- Nachhaltigkeitsanhang zu den regelmäßigen Berichten: ab 1. Januar 2023
  - z. B. Nachhaltigkeitsanhang zum Jahresberichts eines Fonds
  - gemäß RTS Anhang 4 (Artikel-8-Produkt) bzw. RTS Anhang 5 (Artikel-9-Produkt)
  - Dies gilt für alle Berichte, die am oder nach dem 1. Januar 2023 veröffentlicht werden.
- PAI-Statement auf Unternehmensebene: initial bis 30. Juni 2023
  - Deutsche Bezeichnung: Erklärung der Finanzmarktteilnehmer, dass sie die wichtigsten nachteiligen Auswirkungen ihrer Investitionsentscheidungen auf Nachhaltigkeitsfaktoren berücksichtigen
  - gemäß RTS Artikel 4 und RTS Anhang 1
  - Der Bericht ist jährlich per Jahresultimo (Jahresende/31. Dezember) bis zum 30. Juni des Folgejahres auf der Internetseite zu veröffentlichen.